# 格奧爾格·腓特烈二世 (霍恩洛厄-瓦爾登堡)
格奧爾格·腓特烈二世（Georg Friedrich II. von Hohenlohe-Waldenburg，1595年5月16日—1635年9月20日），格奧爾格·腓特烈一世之子，霍恩洛厄-瓦爾登堡伯爵（1600—1635）。他在三十年戰爭期間於法蘭克福去世，留下克里斯蒂安、路德維希·古斯塔夫兩個兒子。